# فلوريان مارانغ
فلوريان مارانغ (بالفرنسية: Florian Marange)‏ (3 مارس 1986 في بروغ) لاعب كرة قدم فرنسي يلعب حاليا لصالح نادي الدرجة الأولى بوردو الفرنسي في مركز الظهير الأيسر . .

## المسيرة الرياضية
بدأ مارانغ مسيرته الرياضية ناشئا في نادي بوردو سنة 2002 . في سنة 2004 تم تصعيده إلى الفريق الأول . في 20 نوفمبر 2005 شارك في أول مباراة ببطولة الدوري في مواجهة نادي باريس سان جيرمان . تمت الموافقة على إعارته للنصف الثاني من موسم 2008/2009 إلى نادي لوهافر المكافح من أجل عدم الهبوط . يعود سبب موافقته إلى أن مدرب نادي بوردو لوران بلان جعله الخيار الثالث له في مركز الظهير الأيسر من بعد الأرجنتيني دييغو بلاسينتي ومواطنه بينوا تريموليناس .

## الإنجازات
- كأس الدوري الفرنسي : 2006/2007
- كأس الأبطال الفرنسي : 2008/2009

## روابط خارجية
- فلوريان مارانغ على موقع رابطة كرة القدم الفرنسية للمحترفين (الإنجليزية)
- فلوريان مارانغ على موقع قاعدة بيانات كرة القدم.إي يو (الإنجليزية)
- فلوريان مارانغ على موقع ليكيب (الفرنسية)
- فلوريان مارانغ على موقع Soccerbase.com (لاعب) (الإنجليزية)
- فلوريان مارانغ على موقع Soccerway.com (الإنجليزية)
- فلوريان مارانغ على موقع عالم كرة القدم.نت (الإنجليزية)
- فلوريان مارانغ على موقع كووورة
- فلوريان مارانغ على موقع AS.com (الإسبانية)